# Nerw wzrokowy

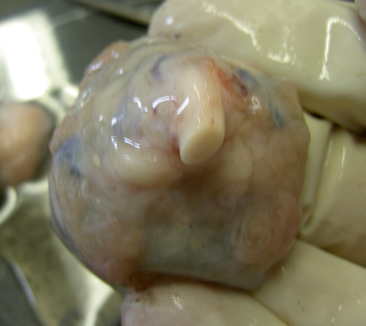
Nerw wzrokowy cielęcia (przecięty). Widok od tylnej części gałki ocznej

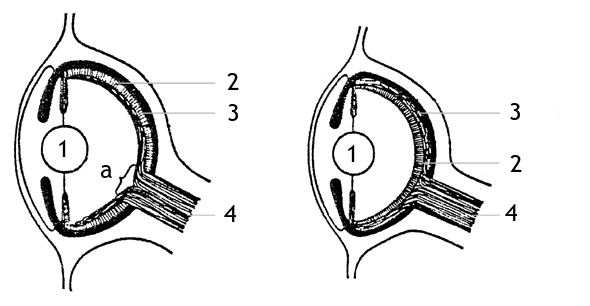
Nerw wzrokowy (nr 4) człowieka i ośmiornicy (z prawej).

Nerw wzrokowy (łac. nervus opticus) – II nerw czaszkowy, część drogi wzrokowej. Przebiega od siatkówki do skrzyżowania wzrokowego. Pod względem rozwojowym jest wypustką międzymózgowia. 
Można wyróżnić w nim cztery części: 
1. odcinek wewnątrzgałkowy (od siatkówki do zewnętrznych granic gałki ocznej) – długości ok. 0,7 mm,
2. odcinek wewnątrzoczodołowy (od gałki ocznej do kanału wzrokowego) – długość ok. 30 mm, o przebiegu esowatym,
3. odcinek przechodzący przez kanał wzrokowy – długość ok. 5 mm,
4. odcinek wewnątrzczaszkowy (od kanału wzrokowego do skrzyżowania wzrokowego) – długość ok. 10 mm.

W każdym nerwie wzrokowym przebiega od około 0,8 do 1,5 mln (różnice osobnicze) włókien nerwowych, które są aksonami komórek zwojowych siatkówki. Jest on otoczony oponami mózgowo-rdzeniowymi (twardą, pajęczynówką, miękką).
Nerw wzrokowy nie ma swoistych cech nerwu obwodowego – zasadniczo jest pęczkiem istoty białej mózgowia (towarzyszą mu bowiem komórki i włókna gleju, pozbawiony jest natomiast neurolemy).
Nerw wzrokowy został po raz pierwszy zidentyfikowany i opisany przez włoskiego fizyka i anatoma Felice'a Fontana, co było pierwszym dokładnym opisem budowy i działania włókna nerwowego.